# Podregion Ylä-Pirkanmaa
Podregion Ylä-Pirkanmaa (fiń. Ylä-Pirkanmaan seutukunta) – podregion w Finlandii, w regionie Pirkanmaa.
W skład podregionu wchodzą gminy:
- Juupajoki,
- Ruovesi,
- Mänttä-Vilppula,
- Virrat.